# Iuhina de Taiwan
La iuhina de Taiwan (Yuhina brunneiceps) és un ocell de la família dels zosteròpids (Zosteropidae).

## Hàbitat i distribució
Habita els boscos de les muntanyes de Taiwan.